# جو فرانك
جو فرانك (بالإنجليزية: Joe Frank)‏ هو سياسي أمريكي، ولد في 14 نوفمبر 1942. حزبياً، نشط في الحزب الديمقراطي.